# Петропавловска крепост
Петропавловската крепост (на руски: Петропавловская крепость) е крепост в Санкт Петербург, Русия.
Изградена след 1703 година на остров Заячий по идея на цар Петър I и военния инженер Жозеф Гаспар Ламбер дьо Герен, Петропавловската крепост се превръща в ядрото на новостроящата се столица на Русия. Основна реконструкция на крепостта извъшва швейцарският архитект Доменико Трезини, който започва да я преустроява от дървена в каменна. Активното строителство и преоформяне на части от крепостта продължават до началото на 19 век, като първоначалната ѝ земно-дървена стена окончателно е покрита с гранит.
Макар че там са разположени руският Монетен двор и църквата Петропавловски събор, до 1924 година, когато е превърната в музей, крепостта се използва най-вече като затвор, главно за политически затворници.

## Затворници
Известни личности, пребивавали в крепостта затвор:
- Алексей Петрович (1690 – 1718 г.), престолонаследник на Руската империя, умира в крепостта
- Максим Горки (1868 – 1936 г.), писател, арестуван през 1905 г.
- Николай Данилевски (1822 – 1885 г.), учен, арестуван и задържан за 100 дни
- Пьотър Кропоткин (1842 – 1921 г.), учен и анархист, затворник през 1874 – 1876 г.
- Фьодор Достоевски (1821 – 1881 г.), писател, арестуван на 23.4.1849 г., прекарва там 8 месеца
- Павел Александрович (1860 – 1919 г.), велик княз, убит в крепостта
- Александър Парвус (1867 – 1924 г.), политик, арестуван през 1905 г.
- Лев Троцки (1879 – 1940 г.), революционер, арестуван през 1905 г.